# Bärbel Fening
Bärbel Fening (* 24. Juli 1966 in Papenburg) ist eine deutsche Diplom-Journalistin, Fernseh-Moderatorin, Podcasterin und Autorin.

## Leben
Bärbel Fening studierte in Frankfurt am Main, München und Hannover. Es folgten berufliche Auslandsaufenthalte in Vancouver, London und San Francisco. Seit 1994 arbeitet sie als Autorin und Realisatorin für das NDR-Fernsehen. Von 1999 bis 2003 war sie Moderatorin des NDR Landesmagazins Hallo Niedersachsen, von November 2008 bis Juli 2020 moderierte sie das norddeutsche Reisemagazin Nordtour im NDR Fernsehen. Fening produziert den NORDSEE Podcast, den Podcast Expedition OCEAN CHANGE mit Arved Fuchs sowie den ExtremWetterPodcast.

## Schriften
- Kleine Anleitung für mehr Gelassenheit. Schlütersche, Hannover 2006, ISBN 3-89993-800-3.